# Francis Hoffmann

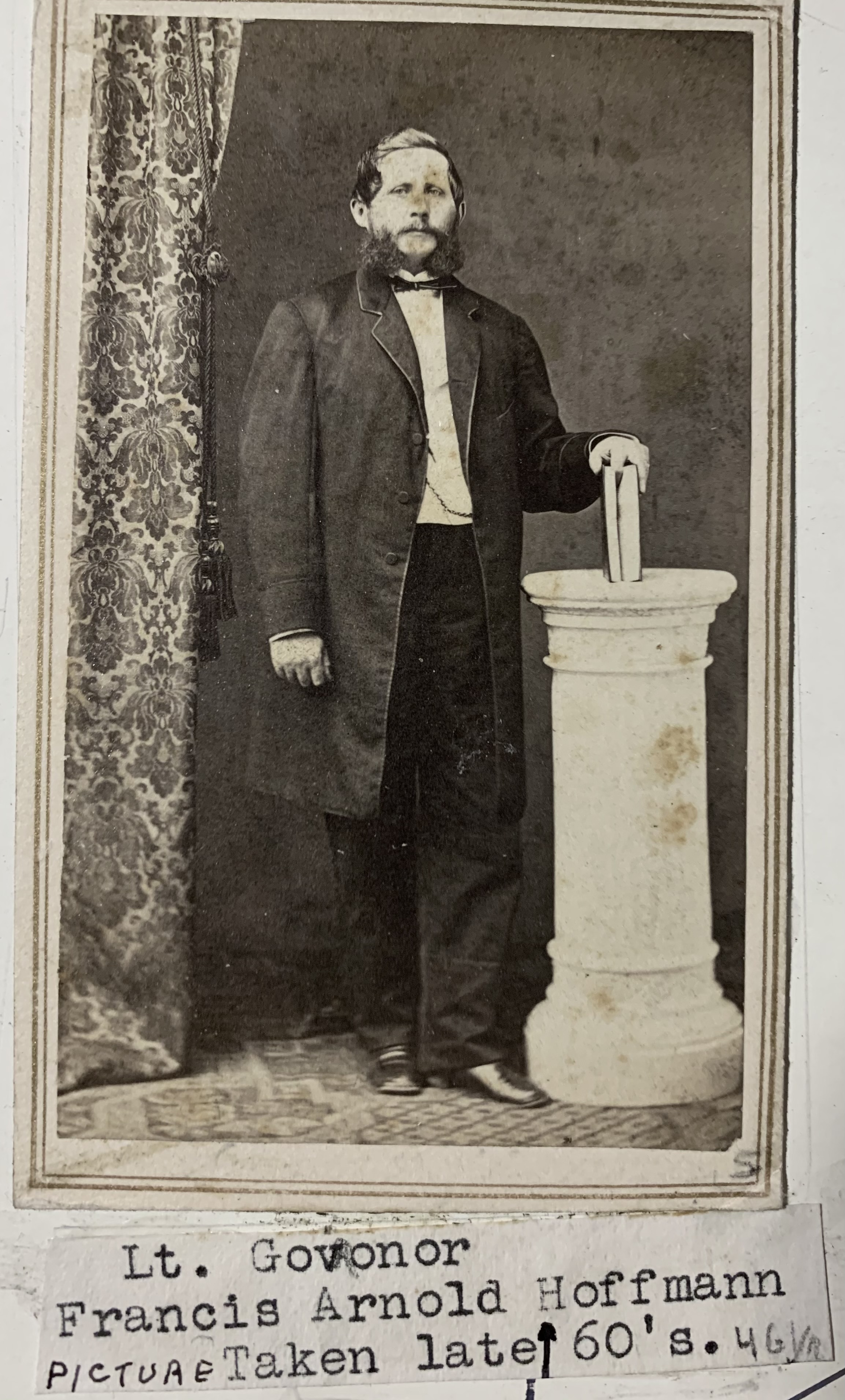
Francis Hoffmann

Francis Arnold Hoffmann (* 5. Juni 1822 in der Provinz Westfalen, Königreich Preußen; † 23. Januar 1903 in Jefferson, Wisconsin) war ein US-amerikanischer Politiker. Zwischen 1861 und 1865 war er Vizegouverneur des Bundesstaates Illinois.

## Werdegang
Franz Hoffmann – so lautete sein Geburtsname – wuchs in seiner deutschen Heimat auf und wanderte im Jahr 1840 in die Vereinigten Staaten aus. Bis 1847 arbeitete er als Lehrer und Geistlicher in Dunklee's Grove, dem heutigen Addison in Illinois. Dort bekleidete er auch mehrere lokale Ämter. Außerdem verfasste er Artikel für die in Chicago erscheinende Zeitung Democrat and Prairie Farmer. Zwischen 1847 und 1851 lebte er in Schaumburg, wo er erneut als Lehrer und Geistlicher tätig war. Im Jahr 1851 zog er nach Chicago. Nach einem anschließenden Jurastudium und seiner Zulassung als Rechtsanwalt begann er dort in seinem Beruf zu arbeiten. Außerdem stieg er in das Bankgewerbe ein und kümmerte sich um deutsche Einwanderer. Politisch war er zunächst Mitglied der Demokraten. Als entschiedener Gegner der Sklaverei wechselte er zur 1854 gegründeten Republikanischen Partei. Er war auch an deren Aufbau in Illinois beteiligt. Hoffmann war ein Anhänger von Abraham Lincoln.
1860 wurde Hoffmann an der Seite von Richard Yates zum Vizegouverneur von Illinois gewählt. Dieses Amt bekleidete er zwischen dem 14. Januar 1861 und dem 16. Januar 1865. Dabei war er Stellvertreter des Gouverneurs. Nach dem Ende seiner Zeit als Vizegouverneur arbeitete er als Landbeauftragter für die Illinois Central Railroad. Außerdem war er weiterhin im Bankgewerbe beschäftigt. Nach dem großen Feuer, das Chicago im Jahr 1871 verwüstete, war er Vorsitzender eines Ausschusses der städtischen Bankiers, die erfolgreich eine Bankenpanik verhinderten. 1875 zog er auf sein inzwischen erworbenes Anwesen in Jefferson im Bundesstaat Wisconsin. Dort war er in der Landwirtschaft und im Gartenbau tätig. Unter dem Pseudonym Hans Buschbauer veröffentlichte er Artikel zu Themen rund um die Landwirtschaft und den Gartenbau. Er starb am 23. Januar 1903.